# Contractonderhoud

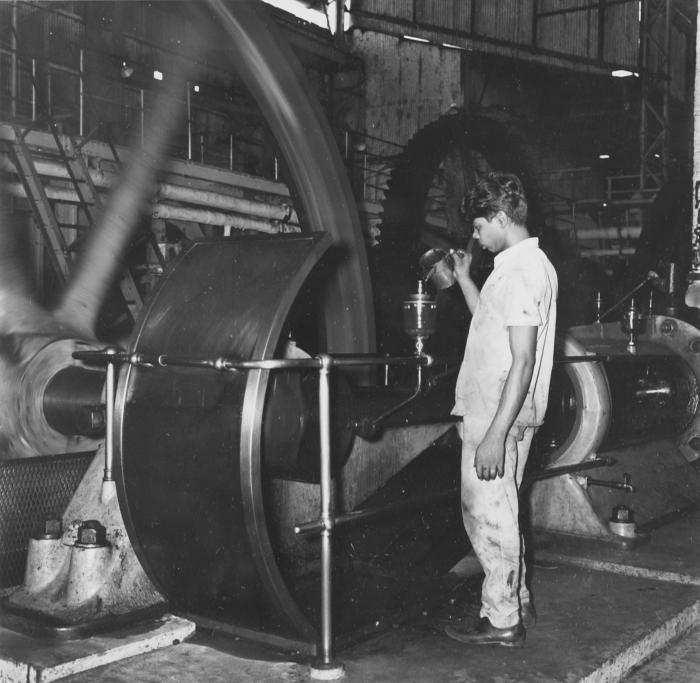
Onderhoud aan stoommachine

Contractonderhoud is het uitvoeren van onderhoudsactiviteiten op basis van een contractuele afspraak. Deze contactuele afspraak is in een overeenkomst (volgens het burgerlijk wetboek) vastgelegd.
Er zijn veel verschillende contracten in omloop die globaal in de volgende soorten kunnen worden opgedeeld:
- overeenkomst op basis van een inspanning inzake uit te voeren onderhoud aan een zaak;
- overeenkomst op basis van een prestatie (prestatiecontract of SLA) inzake een te onderhouden zaak.

## Inspanning of prestatie
Een inspanningsovereenkomst of -contract houdt in dat de contractpartij die de uitvoering ter hand neemt ten minste de omschreven activiteiten onderneemt en daarmee aan de verplichting voldoet. Voorbeelden hiervan zijn het onderhoud aan installaties waarbij bepaalde onderdelen moeten worden bekeken (beoordeeld) en bij een bepaalde leeftijd of ander criterium worden onderdelen ook vervangen. Er wordt uitdrukkelijk geen garanties gegeven ten aanzien van het blijvend functioneren van de te onderhouden zaak.
Een prestatieovereenkomst of -contract houdt in dat de contractpartij zorgt voor het blijvend correct functioneren van de zaak ongeacht de daartoe uit te voeren onderhoudshandelingen of -activiteiten.

## Wat vooraf gaat aan het contractonderhoud
Om tot een overeenkomst te komen moet de vragende partij de aanbieder laten weten WAT in tot het onderhoud behoort. Daarna volgt een traject waarbij er weer twee mogelijkheden zijn:
1. inspanningsovereenkomst: de vragende partij verzoek aanbieder(s) aan te bieden onderhoud uit te voeren aan een zaak. De aanbieder beoordeelt wat hij moet onderhouden en bedenkt daarbij het pakket aan onderhoudsmaatregelen. Daarbij maakt hij een inschatting van de personele en materiële inzet en de eventuele winst die daarover gerekend moet worden. De aanbieder geeft uitdrukkelijk geen garanties dat het onderhoud het gewenste resultaat geeft. Voorbeeld: een hovenier spreekt met en gemeente af de voetbalvelden te onderhouden. Daartoe zal hij onder anderen 32 maal de grasvelden maaien (is de inzet).
2. prestatieovereenkomst: de vragende partij wenst een zaak te behouden en verzoekt aanbieder(s) het behouden te garanderen, zodat de te onderhouden zaak een goede prestatie blijft leveren. De aanbieder beoordeelt hoe hij moet onderhouden: hij bedenkt welke onderhoudsactiviteiten ondernomen moet worden om de te onderhouden zaak zijn functie te laten behouden. Daarbij geeft de aanbieder een garantie dat de prestatie die de zaak moet leveren behouden blijft. De prestatie dient dus van tevoren goed afgesproken te worden. Bijvoorbeeld: een gemeente wil dat er een maximaal aantal dagen goed op voetbalvelden gespeeld kan worden en verzoekt een hovenier dat te regelen. De prestatie is dus een zo groot en veel mogelijk beschikbaar aantal voetbalvelden op speeldagen. Het onderhoud dat daarbij hoort is onder andere maaien, maar hoeveel is aan de hovenier.

Het lastige van een prestatiecontract is het meten van de prestatie. In het geval van de voorbeelden is de prestatie "beschikbaarheid". Daarnaast is het lastig om vast te stellen wat dan het gevolg is van het niet halen van de prestatie. Om dat eenvoudiger te maken zijn criteria op te stellen die het meten makkelijker maken. Een van de meest hiertoe gebruikte methodes is de conditiemeting.

## Conditiemeting en prestatie

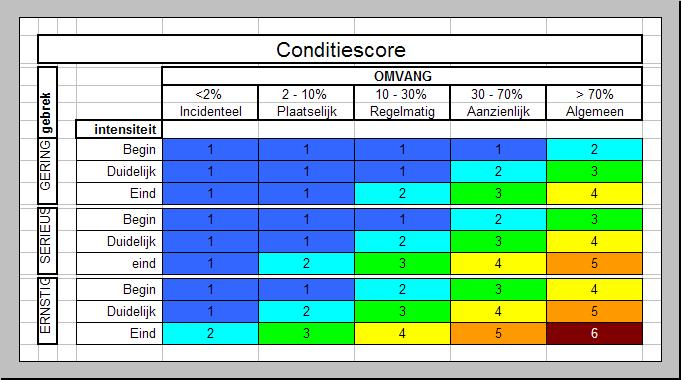
Tabel Conditiemeting

De prestatie van een te onderhouden zaak is dat deze zaak zijn functie behoud. Voorbeelden:
- daken, waterdicht;
- glas, doorzichtig zonder breuk;
- cv-ketel, werkend zonder uit te vallen;
- kozijn, van onaangetast hout, de glazen ruiten vasthoudend, water- en winddicht;
- schilderwerk, de ondergrond afdekkend, waterdicht en zonlicht weerkaatsend.

Deze prestaties zijn lastig te beoordelen. Om te komen tot het vaststellen van een te handhaven onderhoudsstaat in een onderhoudscontract is het dan ook verstandig te zoeken naar makkelijk meetbare onderhoudscondities waarin een te onderhouden zaak kan verkeren. Bijvoorbeeld:
- daken, vertoont geen lekkage;
- glas, vertoont geen breuk;
- cv-ketel, vertoont geen uitval;
- kozijn, vertoont geen houtrot en vertoont geen lekkages voor zowel water als wind;
- schilderwerk, vertoont geen glansverlies of afbladderen of verpoederen of scheurtjes.

In deze opsomming wordt niet gesproken over de prestatie maar over een gebrek dat de prestatie beneden een bepaald niveau laat zakken. Dat gebrek kan vervolgens worden gemeten in:
- intensiteit: in hoeverre heeft het gebrek ontwikkeld richting een eindstadium;
- omvang: hoeveel van de zaak is met het gebrek aangetast.

Dit soort onderhoudscondities zijn makkelijker te meten. De conditiemeting volgens de NEN-norm NEN2767 ziet toe op het goed beoordelen van deze onderhoudsachterstanden. In het kort: een onderhoudsconditie van een zaak kan worden gemeten door het gebrek te beoordelen met de beide criteria intensiteit en omvang. Bijvoorbeeld: roest aan een installatieonderdeel, het roesten is net begonnen op een relatief klein oppervlak van de zaak. Volgens de conditiemeting levert dat dan op: Het gebrek is roestvorming, de intensiteit is aanvang en de omvang is zeer gering. De meting conditie leidt tot een objectief vastgesteld getal van 1 (zeer goed) tot 6 (zeer slecht). In het voorbeeld levert de conditiemeting het resultaat 1 (of 2) op.
Om het prestatiecontract goed op te stellen wordt van de conditiemeting gebruik gemaakt om vast te stellen in welk conditie een zaak kan (en mag) verkeren. Een veel voorkomende afspraak is dat de vragende partij van de aanbieder eist dat deze de zaak in de conditie 3 houdt of beter. Condities 4, 5 en 6 zijn dan niet toegestaan en dan dient de aanbieder het onderhoud voor eigen rekening en risico aan te pakken om op zijn minst weer een 3 te kunnen scoren aan de zaak.

## Kiezen voor een onderhoudscontract
Het is niet altijd raadzaam voor het model van het onderhoudscontract te kiezen. Een contract kost uiteraard geld. Deze kosten komen jaarlijks terug. Met een goed onderhoudscontract koopt de vragende partij zekerheid inzake het functioneren van de zaak. Daarom worden onderhoudscontracten vooral afgesloten voor zaken waar risico's aan kleven. Bijvoorbeeld technische installaties voor de verwarming of koeling. De belangrijkste redenen om een onderhoudscontract af te sluiten zijn:
- beperken van risico van uitval (down time);
- continuïteit van de werking;
- constante jaarlijkse kosten;
- zekerheid dat deskundig personeel aan de zaak werkt;
- zekerheid dat deskundigheid snel aanwezig is bij uitval.

Ook het volume en de bereikbaarheid spelen soms een rol: bij heel grote onderhoudsklussen die zich op grote afstand afspelen is het verstandig met een contractpartij af te spreken het onderhoud uit te voeren. Voorbeelden hiervan zijn: daken van een ziekenhuis, voetbalvelden van de gemeente etc.. 